# Sinochelyidae
Sinochelyidae — вимерла родина прихованошийних черепах (Cryptodira). Скам'янілості відомі в крейдяному періоді з Китаю.